# Spaniens damlandslag i basket

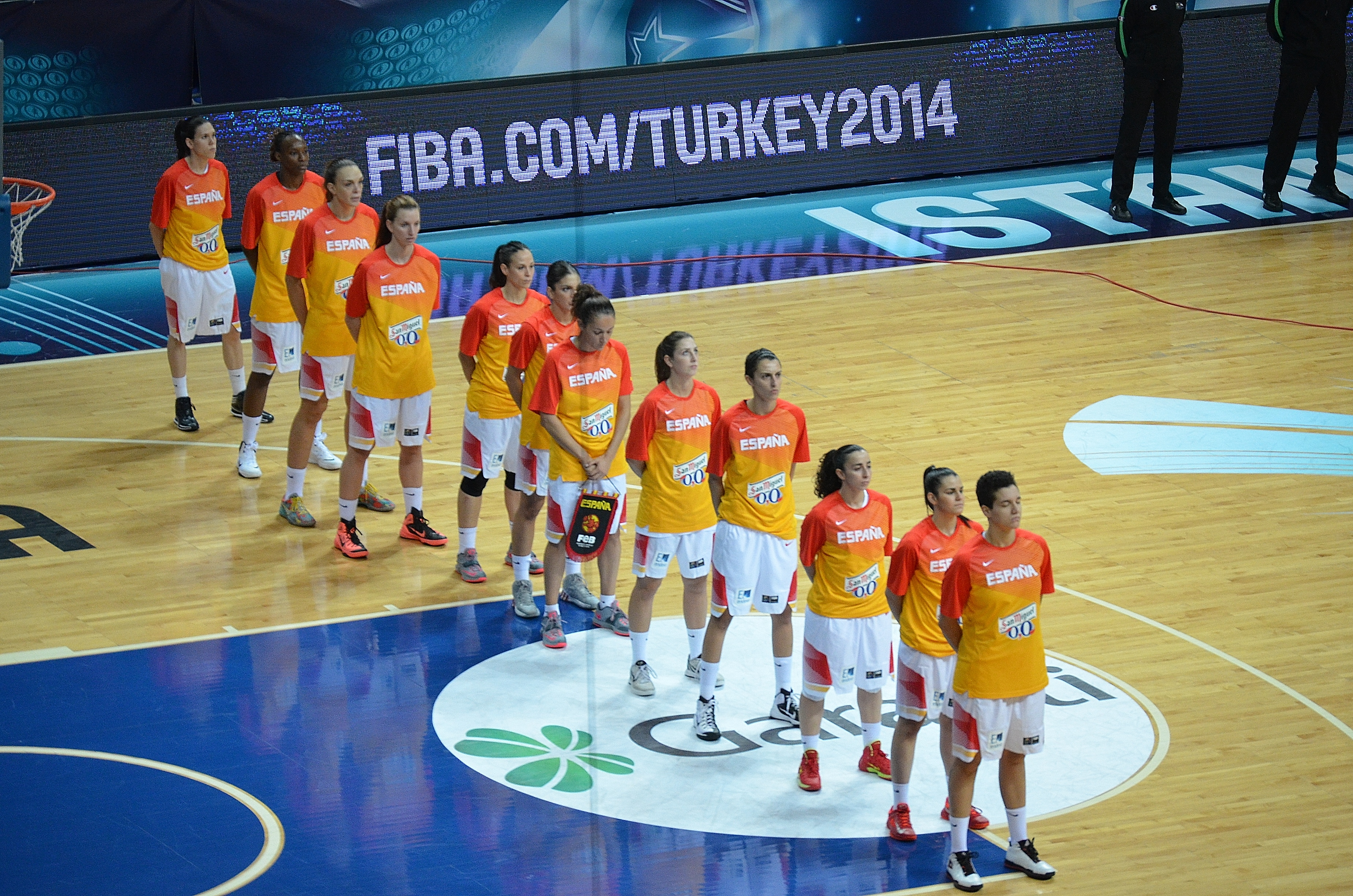
Spaniens damlandslag vid världsmästerskapet 2014 i Turkiet.

Spaniens damlandslag i basket (spanska: Selección femenina de baloncesto de España) representerar Spanien i basket på damsidan. Laget tog guld i Europamästerskapet 1993, 2013 och 2017. samt silver 2007 och brons Europamästerskapet 2001, 2003, 2005, 2009 samt 2015.
Laget tog även silver i världsmästerskapet 2014., 2010. samt brons 2018.

### Fotnoter
1. ↑  Todor Krastev (19 mars 1993). ”Women Basketball European Championship 1993 Perugia (ITA) - 08-13.06 Winner Spain” (på engelska). Sport Statistics. Arkiverad från originalet den 20 september 2015. https://web.archive.org/web/20150920054724/http://todor66.com/basketball/Europe/Women_1993.html. Läst 17 juni 2015.
2. ↑  Todor Krastev (19 mars 2013). ”Women Basketball XXXIV European Championship 2013 France 15-30.06 - Winner Spain” (på engelska). Sport Statistics. Arkiverad från originalet den 19 september 2015. https://web.archive.org/web/20150919083409/http://todor66.com/basketball/Europe/Women_2013.html. Läst 17 juni 2015.
3. ↑  Todor Krastev (19 mars 2007). ”Women Basketball European Championship 2007 Italy - 24.09-07.10 Winner Russia” (på engelska). Sport Statistics. http://todor66.com/basketball/Europe/Women_2007.html. Läst 17 juni 2015.
4. ↑  Todor Krastev (19 mars 2001). ”Women Basketball European Championship 2001 France - 14-23.09 Winner France” (på engelska). Sport Statistics. Arkiverad från originalet den 20 september 2015. https://web.archive.org/web/20150920053326/http://todor66.com/basketball/Europe/Women_2001.html. Läst 17 juni 2015.
5. ↑  Todor Krastev (19 mars 2003). ”Women Basketball European Championship 2003 Greece - 19-28.09 Winner Russia” (på engelska). Sport Statistics. http://todor66.com/basketball/Europe/Women_2003.html. Läst 17 juni 2015.
6. ↑  Todor Krastev (19 mars 2005). ”Women Basketball European Championship 2005 Ankara (TUR) - 02-11.09 Winner Czechia” (på engelska). Sport Statistics. http://todor66.com/basketball/Europe/Women_2005.html. Läst 17 juni 2015.
7. ↑  Todor Krastev (19 mars 2009). ”Women Basketball European Championship 2009 Latvia 07-20.06 - Winner France” (på engelska). Sport Statistics. Arkiverad från originalet den 20 september 2015. https://web.archive.org/web/20150920012925/http://todor66.com/basketball/Europe/Women_2009.html. Läst 17 juni 2015.
8. ↑  Todor Krastev (19 mars 2014). ”Women Basketball World Championship 2014 Turkey - 27.09-05.10 - Winner United States” (på engelska). Sport Statistics. Arkiverad från originalet den 27 juni 2015. https://web.archive.org/web/20150627164309/http://todor66.com/basketball/World/Women_2014.html. Läst 17 juni 2015.
9. ↑  Todor Krastev (19 mars 2010). ”Women Basketball World Championship 2010 Czechia 23.09-02.10 Winer United States” (på engelska). Sport Statistics. http://todor66.com/basketball/World/Women_2010.html. Läst 17 juni 2015.
10. ↑  (30 september 2018). Fiesta time for Spain after edging out Belgium for third-place finish. FIBA. Läst 25 februari 2019.